# Кримський щит
Кримський щит (нім. Krimschild) — нарукавний щит збройних сил нацистської Німеччини, яким нагороджували під час Другої світової війни.

## Передісторія створення цієї відзнаки
Група армій «Південь» з осені 1941 до літа 1942 року поступово завоювала півострів Крим. Після закінчення військових дій 25 липня 1942 на згадку про бої за Крим 11-ї армії під командуванням генерал-фельдмаршала Еріха фон Манштайна Адольф Гітлер підписав розпорядження про заснування відзнаки «Кримський щит».

## Умови нагородження
Кримським щитом могли нагороджувати всіх військовиків Вермахту та підлеглих йому осіб, які в період з 21 вересня 1941 до 4 липня 1942 «доблесно» брали участь у боях за Крим, тобто на південь від Перекопського перешийка, на суші, у повітрі і на воді та виконали одну з таких умов:
- Участь у битві. Битвами згідно з Розпорядженням про заснування визнавалися:
  - 1) наступальна операція з метою прориву під Перекопом з 21 до 30 вересня 1941
  - 2) наступальна операція з метою прориву біля Юшуні 18-27 жовтня 1941
  - 3) бої з метою переслідування, прорив до Керчі 28 жовтня — 16 листопада 1941
  - 4) перший напад на Севастополь 17-31 грудня 1941
  - 5) битва під Феодосією 15-18 січня 1942
  - 6) оборонні бої на позиціях біля озера Парпач-Коль з 19 січня до 7 травня 1942
  - 7) відвоювання Керченського півострова 8-21 травня 1942
  - 8) взяття Севастополя 7 червня — 4 липня 1942
- поранення
- безперервне перебування в Криму (на південь від лінії Генічеськ-Салькове-Перекоп) упродовж трьох місяців (зі зазначенням населеного пункту).

## Процедура нагородження
Церемонію вручення здійснював «від імені фюрера» генерал-фельдмаршал Манштайн. Нагороджений також отримував нагородну грамоту. Нагородження нарукавним щитом могло відбуватися також посмертно. У цьому випадку Кримський щит з орденською книжкою надсилався близьким загиблого.

## Порядок носіння

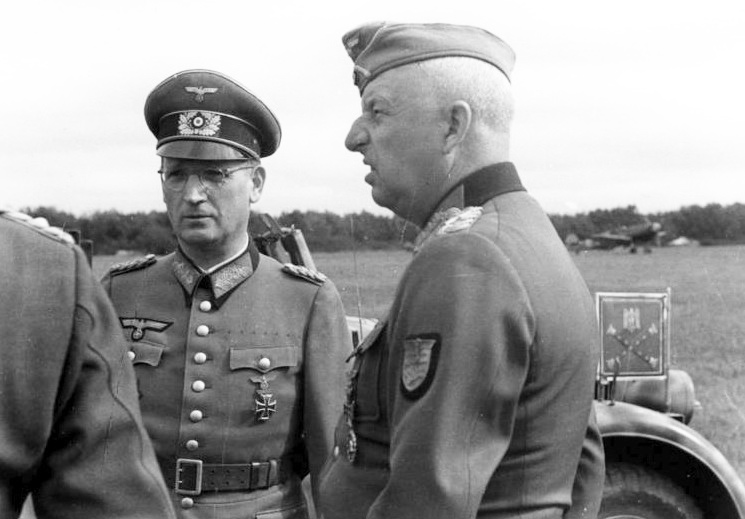
Правильний порядок носіння Кримського щита на лівому плечі мундира (Еріх фон Манштайн)

Кримський щит, як і всі «нарукавні щити» Вермахту, носили до уніформи на лівому плечі. Його можна було також носити до всіх партійних і державних уніформ. До цивільного одягу можна було носити зменшену форму (16 мм голка) Кримського щита на лівому лацкані. Солдати з кількома нарукавними щитами (Нарвікський щит, Холмський щит) носили перший щит приблизно за 7 см від шва ушивання верхньої половинки лівого рукава гімнастерки і шинелі. Друга відзнака кріпилася на 0,5 см нижче від суконної прокладки першого щита. Володарі трьох щитів носили Холмський і Кримський щити «одне біля одного», причому за 0,5 см нижче від суконної прокладки Нарвікського щита і так, щоб Холмський щит був «перед» Кримським.

## Кількість нагороджених
Точна кількість нагороджень, включаючи і румунів, вже не відома, позаяк документи вважаються втраченими. Припускається, що було випущено від 200 до 300 тис. таких відзнак. Зокрема, два позолочені нарукавні щити для:
- генерал-фельдмаршала Еріха фон Манштайн;
- маршала Румунії Йона Антонеску.

## Опис нагороди
Щит мав витягнутий закруглений кінець. На щиті зображено південь України (Херсонська область та Автономна Республіка Крим). На зображенні півострова Крим напис «KRIM». У верхній частині щита розташований імперський орел з піднятими крилами (виходять за межі щита), який тримає вінок зі свастикою. По обидва боки від вінка дати «1941» та «1942».
Золотим Кримським щитом був нагороджений румунський маршал Іон Антонеску.

## Цікавинка
За Законом про титули, ордени та почесні знаки від 26 липня 1957 у Федеративній Республіці Німеччині дозволяється носити цю нагороду тільки без нацистської емблеми.